# Astracantha muschiana
Astracantha muschiana là một loài thực vật có hoa trong họ Đậu. Loài này được (Kotschy & Boiss.) Podlech miêu tả khoa học đầu tiên.